# مايكل ساندرز
مايكل ساندرز (بالإنجليزية: Christopher Michael Sanders )‏ (و. 1962  م) هو مخرج أفلام، وكاتب سيناريو، ورسام رسوم متحركة، وممثل دوبلاج، ومصمم شخصيات ‏، وconcept artist ‏، ومؤدي أصوات أمريكي، ولد في كولورادو سبرينغس، كولورادو.

## التعليم
تعلم في معهد كاليفورنيا للفنون.

## أعمال بارزة
من أهم أعماله:
- ليلو وستيتش.
- نداء البرية (2020)

## جوائز وترشيحات
حصل على جوائز منها:
جوائز
- جائزة آني

ترشيحات
- جائزة الأوسكار لأفضل فيلم رسوم متحركة، عن عمل: آل كروودز
- جائزة الأوسكار لأفضل فيلم رسوم متحركة، عن عمل: كيف تروض تنينك
- جائزة الأوسكار لأفضل فيلم رسوم متحركة، عن عمل: ليلو وستيتش

ترشح لـ:
- جائزة الأوسكار لأفضل فيلم صور متحركة، عن عمل: ليلو وستيتش
- جائزة الأوسكار لأفضل فيلم صور متحركة، عن عمل: كيف تروض تنينك
- جائزة الأوسكار لأفضل فيلم صور متحركة، عن عمل: آل كروودز.

## وصلات خارجية
- مايكل ساندرز على موقع IMDb (الإنجليزية)
- مايكل ساندرز على موقع ميتاكريتيك (الإنجليزية)
- مايكل ساندرز على موقع روتن توميتوز (الإنجليزية)
- مايكل ساندرز على موقع ألو سيني (الفرنسية)
- مايكل ساندرز على موقع ميوزك برينز (الإنجليزية)
- مايكل ساندرز على موقع تيرنر كلاسيك موفيز (الإنجليزية)
- مايكل ساندرز على موقع أول موفي (الإنجليزية)
- مايكل ساندرز على موقع بوكس أوفيس موجو (الإنجليزية)
- مايكل ساندرز على موقع قاعدة بيانات الأفلام السويدية (السويدية)
- مايكل ساندرز على موقع قاعدة بيانات الفيلم (الإنجليزية)